# Аудиоконтроль и видеоконтроль личности в уголовном процессе Украины
Аудиоконтроль и видеоконтроль личности согласно части 4 статьи 258 и статье 260 Уголовного процессуального кодекса Украины является одним из видов вмешательства в частное общение в рамках проведения негласных следственных (розыскных) действий НС(Р)Д.

## Характеристика
Исходя из положений Уголовного процессуального кодекса Украины аудиоконтроль и видеоконтроль за человеком проводится только на основании определения вынесенного следственным судьей без уведомления лица, над которым будет осуществляться такой контроль. При этом принимая такое решение у следственного судьи должны быть основания считать, что разговоры, которые ведёт лицо, а также иные процессы связанные с местом нахождения либо же непосредственной детальностью лица имеют значение в ходе проведения досудебного расследования. Согласно подпункту 1.11.2 Инструкции об организации проведения негласных следственных (розыскных) действий и использования их результатов в уголовном производстве от 16 ноября 2012 года уточняется, что аудиоконтроль и видеоконтроль за личностью состоит в том, что бы без ведома личности фиксировать и обрабатывать с помощью технических средств разговоры этой личности и прочих звуков, движений, действий, связанных с её деятельностью либо местом пребывания. Объектом данного вида НС(Р)Д является частное общение личности в публично недоступных местах, которое выражается в её действиях. Кроме разговоров это могут быть звуки, движения и прочие действия связанные с местом с деятельностью либо с её местом нахождения.  Субъекты аудиоконтроля и видеоконтроля уголовно-процессуальной науке делятся на три вида: субъект-инициатор (следователь, который согласовал данное прошение к следственному судьи с прокурором, либо сам прокурор), субъект-исполнитель (сотрудники уполномоченных оперативных подразделений, которым было поручено осуществление данного НС(Р)Д) и контролирующий субъект (следственный судья, рассматривающий прошение субъекта-инициатора).
Мнения исследователей относительно целей аудио- и видеоконтроля за личиностью расходятся. Ю. В. Лисюк разделял цели аудиоконтроля и видеоконтроля. К целям аудиоконтроля он относил наблюдение за разговорами и действиям личности с помощью прослушивающих средств и фиксации её разговоров, а к целям видеоконтроля визуальное наблюдение за личностью в любом месте её нахождения с помощью аудио- либо видеофиксации с целью получения информации имеющей значение для досудебного расследования. В свою очередь, С. В. Еськов отмечал, что целью аудиоконтроля и видеоконтроля за личности является фиксация её поведения в публично недоступных местах. При этом учёные-правоведы Н. В. Багрий и В. В. Луцик поддержав точки зрения Лисюка, и Еськова уточнили, что у всех НС(Р)Д есть общая цель — поиск и фиксация ведомостей, которые в будущем могут иметь значение при доказывании.
Н. В. Багрий и В. В. Луцик отмечали, что в Уголовном процессуальном кодексе Украины данное НС(Р)Д размещено первым. По их мнению, этим законодатель подчеркнул важное значение данного НС(Р)Д в досудебном следствии. В качестве подтверждения своего мнения, учёные привели данные обобщённой судебной практики, которые были указаны в постановлении Пленума Высшего специализированного суда Украины по рассмотрению гражданских и уголовных дел от 7 февраля 2014 года. Согласно этим данным на рассмотрении следственных судей по всей территории Украины находилось около 10,9 тысяч прошений о применении данного вида НС(Р)Д, из которых 9,9 тысяч было удовлетворено.
Поскольку аудиоконтроль и видеоконтроль за личностью проходят в публично недоступных местах, которыми зачастую является жилье либо прочая собственность лица. Поэтому субъект инициатор зачастую должен подавать прошение следственному судье о проведении обследования публично недоступных мест с целью установления специальной техники.
Объект и цели аудиокотроля и видеокотроля за личностью совпадают с двумя другими НС(Р)Д — наблюдение за личностью, местом или вещью и аудиоконтролем и видеоконтролем места.